# Armeegruppe
Armeegruppe war die Bezeichnung für einen improvisierten Großverband beim Deutschen Militär. Die englische Bezeichnung army group bezeichnet eine Heeresgruppe, die mehrere Armeen umfasst.

## Erster Weltkrieg
Die „Armeegruppe“ bezeichnete einen Teil einer Armee von in der Regel zwei bis drei Korps, der zur Vereinheitlichung unter einem improvisierten Stab zusammengefasst wurde. Armeegruppen wurden ad hoc für bestimmte operative Aufgaben aufgestellt und in der Regel schnell wieder aufgelöst. Wenige erlangten durch ihren längerfristigen Bestand eine größere Bedeutung, zum Beispiel 1914 bei der Belagerung von Antwerpen. 
Beispiele:
- Armeegruppe Beseler
- Armeegruppe Gallwitz
- Armeegruppe Gronau
- Armeegruppe Marwitz
- Armeegruppe Litzmann
- Armeegruppe Eben

## Zweiter Weltkrieg
Als Armeegruppe bezeichnete man in der Wehrmacht eine improvisierte Heeresgruppe, die zeitlich begrenzt aufgestellt wurde. Im Unterschied zu einer regulären Heeresgruppe existierte kein Heeresgruppenkommando, die Führung der Armeegruppe übernahm das Armeeoberkommando (AOK) einer der beteiligten Armeen (nach dessen Oberbefehlshaber die Armeegruppe meist benannt war). Die beteiligten Armeen konnten verschiedenen Staaten angehören.

### Bezeichnung bei Neuaufstellung/Umstrukturierung
- Armeegruppe G (Ende April 1944 aufgestellt, dann ab 9. September Heeresgruppe G; unterstellt: 1. Armee, 19. Armee)
- Armeegruppe Fretter-Pico, später Armeegruppe Balck (Mitte September 1944 durch die Zusammenlegung der 6. Armee und der 2. bzw. 3. ungarische Armee gebildet, ab Ende Dezember 1944 bis Kriegsende dann Armeegruppe Balck)
- Armeegruppe Wöhler (Mitte April 1944 aus der 8. Armee gebildet und bis Dezember 1944 bestehend; unterstellt: 4. rumänische Armee bzw. 2./1. ungarische Armee)

### Bezeichnung aus Umbildung eines Armeekorps
- Armeegruppe Hollidt, später Armeeabteilung Hollidt (Ende Januar 1943 aus dem Generalkommando des XVII. Armeekorps gebildet und im März 1943 zur 6. Armee umbenannt)

### Bezeichnung bei Führungswechsel
- Armeegruppe von Weichs (im Juni/Juli 1942 aus der 2. Armee gebildet; unterstellt: 4. Panzerarmee, 2. ungarische Armee)

### Bezeichnung aufgrund eines Einsatzes
- Armeegruppe Hoth (für die Schlacht von Stalingrad, Dezember 1942 bis Januar 1943 aus der 4. Panzerarmee)

### Weitere Armeegruppen
- Armeegruppe A
- Armeegruppe Guderian (2. Panzerarmee, 2. Armee; 1941)
- Armeegruppe Ruoff (17. Armee, 3. rumänische Armee; 1942)
- Armeegruppe Kleist/Raus/Heinrici (1. Panzerarmee, 17. Armee, 1. ungarische Armee; 1942/1944/45)
- Armeegruppe Student (1. Fallschirm-Armee, 15. Armee; 1944)
- Armee/Armeegruppe Blumentritt (ehem. Armeegruppe Student; 1945)
- Armeegruppe Frießner (später Armeeabteilung Narwa; 1944)

### Armeegruppen unter verbündetem Oberbefehl
- Armeegruppe Antonescu (3. und 4. rumänische Armee; 1941)
- Armeegruppe Dumitrescu (im April 1944 aus der Heeresgruppe Süd und der 3. rumänische Armee aufgestellt)
- Armeegruppe Ligurien (Armee Ligurien, 14. Armee; 1944/45)

Abweichend hiervon wurden ebenfalls als Armeegruppen bezeichnet:
- Armeegruppe Felber (LXXXIII. Armeekorps mit Verbindungsstab zur 4. italienischen Armee; 1942/43)
- Armeegruppe Steiner (auch 11. SS-Panzerarmee; 1945)
- Armeegruppe Wenck
- Armeegruppe Christiansen
- Armeegruppe Loch
- Armeegruppe von Manteuffel
- Armeegruppe Mattenklott
- Armeegruppe Nikopol
- Armeegruppe Normandie
- Armeegruppe Spree
- Armeegruppe Straube
- Armeegruppe Südgriechenland
- Armeegruppe 2
- Armeegruppe XXI (operative Gruppe des XXI. Armeekorps unter direkter Kontrolle des OKW zur Führung des Unternehmens Weserübung)